# Alfonso II Gonzaga
Alfonso II Gonzaga (Novellara, 20 aprile 1616 – Novellara, 25 luglio 1678) è stato un nobile italiano, conte di Novellara e Bagnolo dal 1650 al 1678.

## Biografia
Alfonso era figlio di Camillo II Gonzaga, conte di Novellara e Bagnolo e di Caterina d'Avalos; successe nella titolarità del feudo alla morte del padre, avvenuta nel 1650.
Uomo molto religioso, governò saggiamente la contea e fondò nel 1668 il convento delle Carmelitane e quello dei Servi di Maria.
Alfonso si diede alle opere caritatevoli in favore delle famiglie bisognose e degli studenti universitari indigenti; uomo colto e amante della lettura, fondò nel paese un'accademia letteraria chiamata "dei Gelati".
Morì nel 1678.

## Discendenza
Alfonso sposò nel febbraio 1647 Ricciarda Cybo Malaspina (1622-1683), figlia di Carlo I Cybo-Malaspina ed ebbero quattro figli:
- Carlo (1648-29 settembre 1657);
- Camillo (1649-1727), suo successore;
- Caterina (28 gennaio 1651[3]-17 luglio 1723), sposò Carlo Benedetto Giustiniani, II principe di Bassano
- Carlo, morto infante.

## Ascendenza
|                              |                               |                            | Genitori                       |  |  | Nonni |  |  | Bisnonni             |  |  | Trisnonni          |  |
|                              |                               |                            |                                |  |  |       |  |  | Alessandro I Gonzaga |  |  | Giampietro Gonzaga |  |
|                              |                               |                            |                                |  |  |       |  |  | Alessandro I Gonzaga |  |  | Giampietro Gonzaga |  |
|                              |                               | Caterina Torelli           |                                |  |  |       |  |  | Alessandro I Gonzaga |  |  |                    |  |
| Alfonso I Gonzaga            |                               |                            |                                |  |  |       |  |  | Alessandro I Gonzaga |  |  |                    |  |
|                              |                               | Costanza da Correggio      | Giberto VII da Correggio       |  |  |       |  |  |                      |  |  |                    |  |
|                              |                               | Costanza da Correggio      | Giberto VII da Correggio       |  |  |       |  |  |                      |  |  |                    |  |
|                              |                               | Costanza da Correggio      | Violante Pico                  |  |  |       |  |  |                      |  |  |                    |  |
| Camillo II Gonzaga           |                               | Costanza da Correggio      |                                |  |  |       |  |  |                      |  |  |                    |  |
|                              |                               | Giovanni Tommaso di Capua  | Francesco di Capua             |  |  |       |  |  |                      |  |  |                    |  |
|                              |                               | Giovanni Tommaso di Capua  | Francesco di Capua             |  |  |       |  |  |                      |  |  |                    |  |
|                              |                               | Giovanni Tommaso di Capua  | Laudomia Arcamone              |  |  |       |  |  |                      |  |  |                    |  |
| Vittoria di Capua            |                               | Giovanni Tommaso di Capua  |                                |  |  |       |  |  |                      |  |  |                    |  |
|                              |                               | Faustina Colonna           | Camillo Colonna di Zagarolo    |  |  |       |  |  |                      |  |  |                    |  |
|                              |                               | Faustina Colonna           | Camillo Colonna di Zagarolo    |  |  |       |  |  |                      |  |  |                    |  |
|                              |                               | Faustina Colonna           | Vittoria Colonna               |  |  |       |  |  |                      |  |  |                    |  |
| Alfonso II Gonzaga           |                               | Faustina Colonna           |                                |  |  |       |  |  |                      |  |  |                    |  |
|                              | Francesco Ferdinando d'Avalos | Alfonso III d'Avalos       |                                |  |  |       |  |  |                      |  |  |                    |  |
|                              | Francesco Ferdinando d'Avalos | Alfonso III d'Avalos       |                                |  |  |       |  |  |                      |  |  |                    |  |
|                              | Francesco Ferdinando d'Avalos | Maria d'Aragona            |                                |  |  |       |  |  |                      |  |  |                    |  |
| Alfonso Felice d'Avalos      | Francesco Ferdinando d'Avalos |                            |                                |  |  |       |  |  |                      |  |  |                    |  |
|                              |                               | Isabella Gonzaga           | Federico II Gonzaga            |  |  |       |  |  |                      |  |  |                    |  |
|                              |                               | Isabella Gonzaga           | Federico II Gonzaga            |  |  |       |  |  |                      |  |  |                    |  |
|                              |                               | Isabella Gonzaga           | Margherita Paleologa           |  |  |       |  |  |                      |  |  |                    |  |
| Caterina d'Avalos            |                               | Isabella Gonzaga           |                                |  |  |       |  |  |                      |  |  |                    |  |
|                              |                               | Guidobaldo II Della Rovere | Francesco Maria I Della Rovere |  |  |       |  |  |                      |  |  |                    |  |
|                              |                               | Guidobaldo II Della Rovere | Francesco Maria I Della Rovere |  |  |       |  |  |                      |  |  |                    |  |
|                              |                               | Guidobaldo II Della Rovere | Eleonora Gonzaga Della Rovere  |  |  |       |  |  |                      |  |  |                    |  |
| Lavinia Feltria Della Rovere |                               | Guidobaldo II Della Rovere |                                |  |  |       |  |  |                      |  |  |                    |  |
|                              |                               | Vittoria Farnese           | Pier Luigi Farnese             |  |  |       |  |  |                      |  |  |                    |  |
|                              |                               | Vittoria Farnese           | Pier Luigi Farnese             |  |  |       |  |  |                      |  |  |                    |  |
|                              |                               | Vittoria Farnese           | Gerolama Orsini                |  |  |       |  |  |                      |  |  |                    |  |
|                              |                               | Vittoria Farnese           |                                |  |  |       |  |  |                      |  |  |                    |  |